# Сингидунум

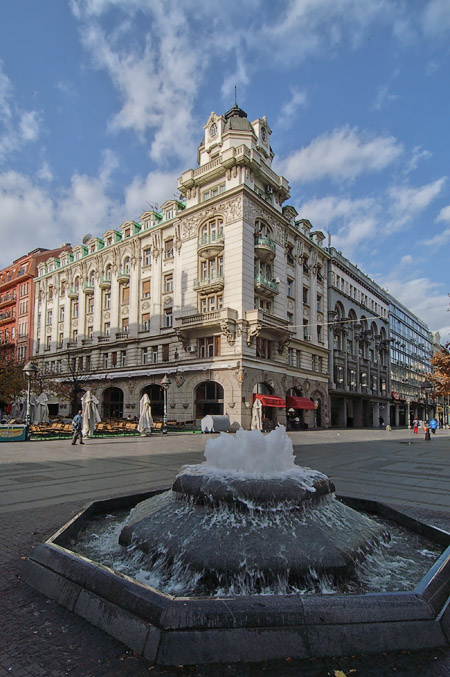
Улица князя Михаила в Белграде соответствует первоначальному городскому плану Сингидунума

Сингидунум — древнеримский город, изначально заселённый кельтским племенем скордисков в III веке до н. э., а позднее укреплённый римлянами, которые латинизировали название. Известен сегодня как Белград, столица Сербии, место рождения римского императора Иовиана. Согласно легендам, город возрождался из пепла 38 раз.

## Первобытное время
В районе впадения Савы в Дунай были постоянные поселения с середины до позднего палеолита. Черепа неандертальцев и человеческие останки, начиная с каменного века, были найдены в этом районе. Остатки культуры Винча, культуры неолита, которая процветала вдоль реки Дунай между 6000 и 3000 годами до н. э., были обнаружены и названы в честь Винчи, пригорода Белграда.

## Доримское влияние
С 600 года до н. э. и до IV века до н. э. крупные передвижения фракийско-киммерийских племён, а затем скифских племён, начались во всём Балканском регионе, хотя они никогда не создавали там постоянного проживания. Первые свидетельства примитивных укреплений появились позже в III веке до н. э., когда кельтское или фрако-кельтское племя скордиски выбрало стратегический холм на слиянии двух рек в качестве основы для их проживания. Это был 279 год до  н. э., когда имя Singidun было упомянуто впервые. Вторая часть этого слова кельтская, «Дон» (о) означает «водосборник, приложение к нему, или крепость», которая сохраняется, среди прочих, как «-Дон» в названии Лондон. Насчёт синги- существует несколько теорий, две наиболее широко распространённых состоят в том, что это кельтское слово круг, следовательно, «круглый форт», или он может быть назван в честь сингов, фракийское племя, которое занимало площади до прибытия скордисков.
Мало следов осталось от этой эпохи в истории города, за исключением места захоронений, некоторые из которых являются воинскими и содержат ценные артефакты.

## Римская эпоха

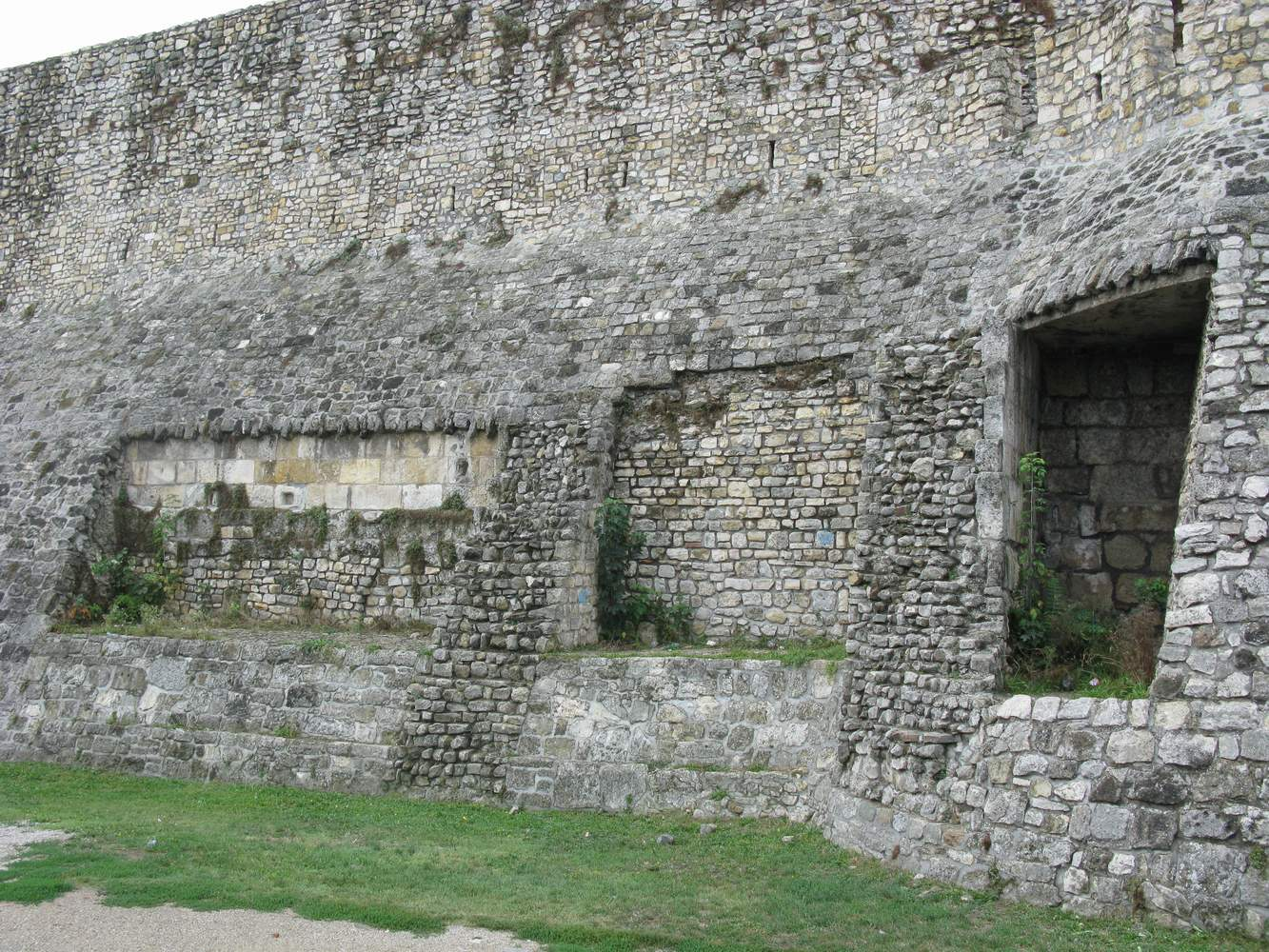
Исследование средневековых стен Белградской крепости, где были обнаружены стены римской крепости Сингидунум.

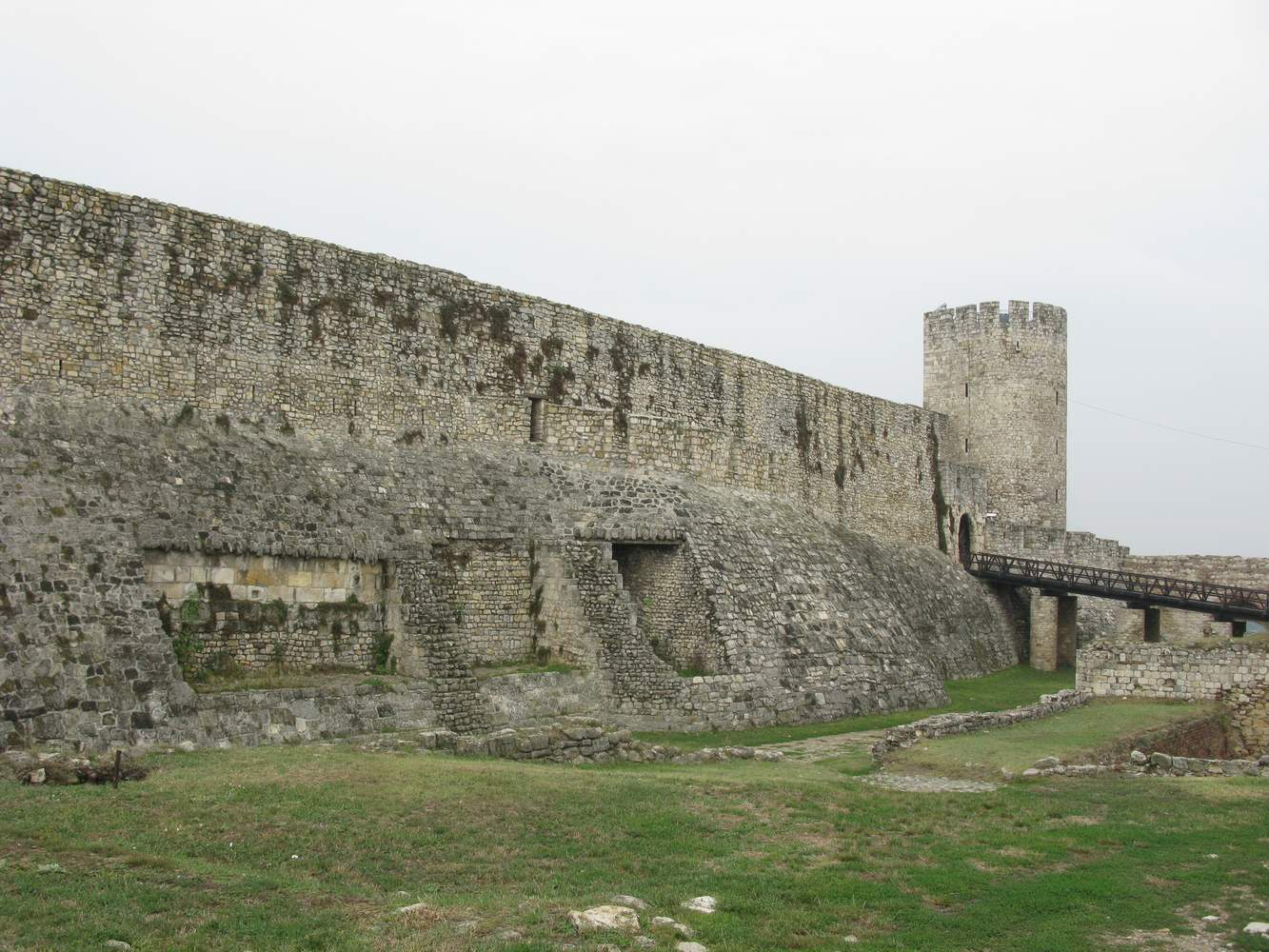
Остатки римского «каструма» в старых слоях современной Белградской крепости

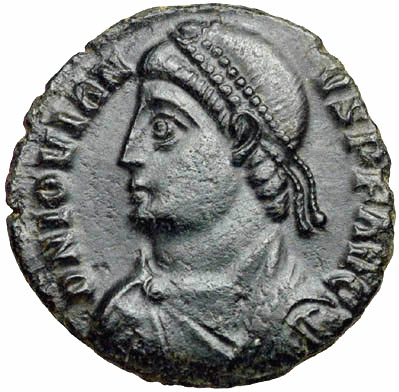
Флавий Клавдий Иовиан — римский император из Сингидунума

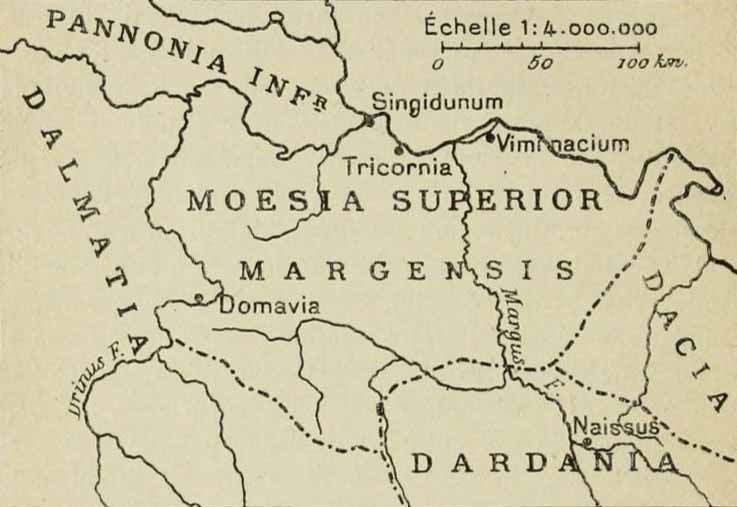
Moesia Superior

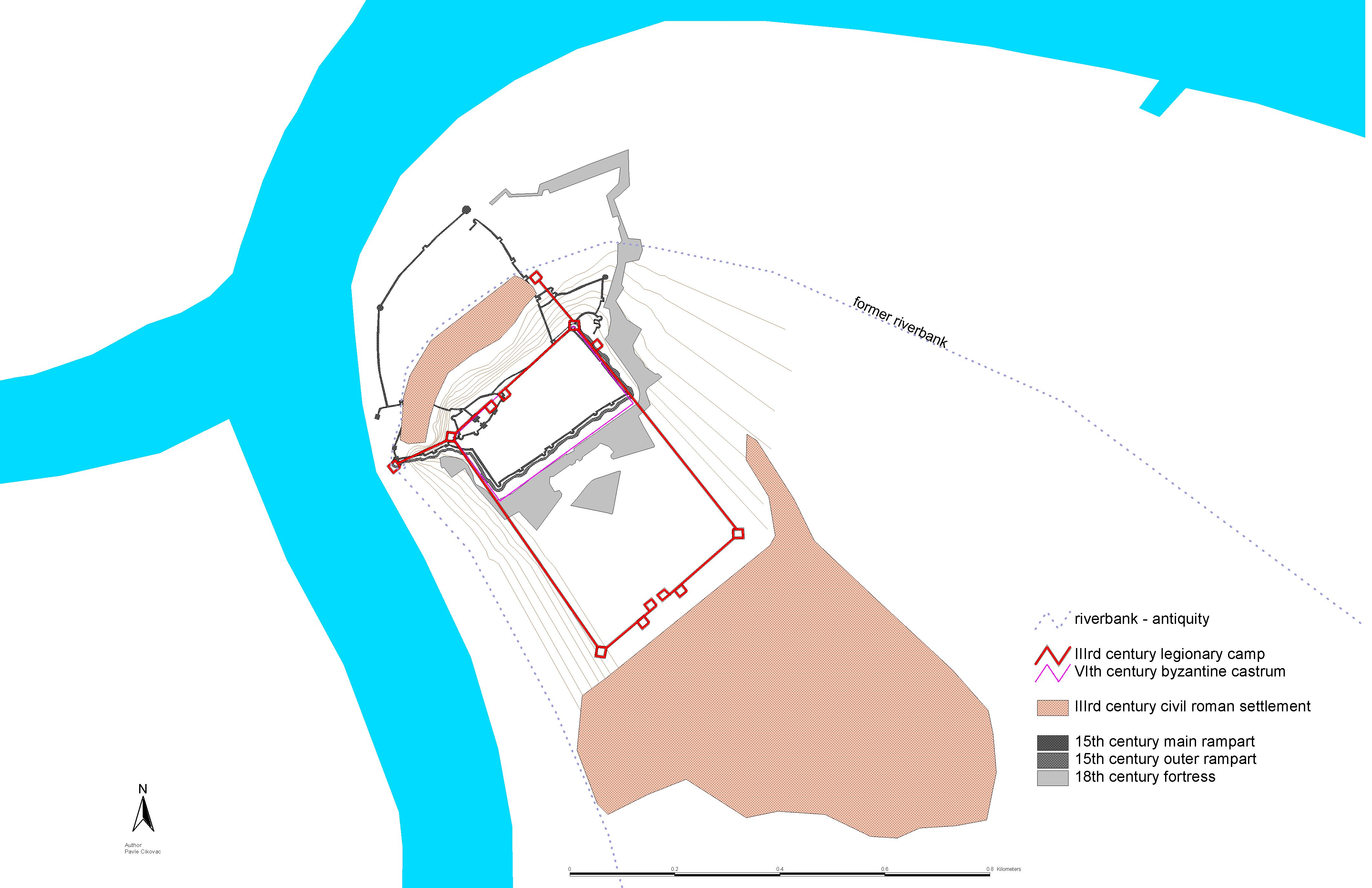
Развитие поселения

Римляне начали завоёвывать земли вокруг Сингидуна в течение I века до н. э. В 75 году до н. э. Гай Скрибоний Курион, проконсул Македонии, вторгся вглубь Балкан до Дуная в надежде вытеснить скордисков, дарданцев, даков и другие племена. Эти кампании римляне выиграли, но остались лишь ненадолго, оставив этот регион вне римского влияния. Таким образом, об этих операциях или о том, когда эта область была преобразована в провинцию Мёзия, известно очень мало. До правления Октавиана Августа провинция ещё не была основана, когда Марк Лициний Красс, внук триумвира, а затем проконсул Македонии, окончательно стабилизировал регион во время кампании, начавшейся в 29 году до н. э.
Мёзия была официально преобразована в провинцию незадолго до 6 года н. э., когда впервые упоминается её наместник Авл Цецина Север. Название Сингидун было латинизировано в Сингидунум. Город стал одним из главных поселений в Мёзии, расположенных между Сирмием (совр. Сремска-Митровица) и Виминациумом (современный Костолац), которые оба были в тени Сингидунума, и от реки Сава от Тавруна (современный Земун) в Паннонии. Сингидунум стал одним из важных и стратегически значимых пунктов вдоль Военной дороги (Via Militaris), важной римской дороги, соединяющей крепости и поселения вдоль дунайских укреплений или границ.
Сингидунум достиг своего расцвета с приходом IV Счастливого Флавиева легиона в 86 году. Легион построил квадратный форт, в котором находится Верхний Город сегодняшнего Калемегдана. Первоначально крепость представляла собой земляной вал, но вскоре после этого она была укреплена каменной кладкой, остатки которой в наши дни можно увидеть недалеко от северо-восточного угла акрополя. Легион также построил мост через реку Саву, соединяющий Сингидунум с Тавруном. 6-тысячный легион стал главным военным резервом против постоянной угрозы со стороны даков, находившихся сразу же за Дунаем. Ещё одним шагом, который предприняли римляне для укрепления Сингидунума, стало расселение ветеранов легиона рядом с крепостью. Со временем вокруг крепости выросло крупное поселение. Город имел прямоугольную планировку, которая в сегодняшнем Белграде просматривается в расположении улиц Узун Миркова, Душанова и Короля Петра I. Студентски Трг (Студенческая площадь) был римским форумом, окружённым термами (комплекс общественных бань, руины которого были обнаружены в 1970-е годы), он также сохраняет планировку, данную римлянами Сингидунуму. В сёлах и городах вокруг Белграда были найдены другие остатки римской материальной культуры — могилы, памятники, скульптуры, керамика и монеты. Адриан предоставил Сингидунуму права муниципия в середине II века. Позднее Сингидунум лишился этого статуса и стал полноправной колонией. Римский император Иовиан, который восстановил христианство в качестве официальной религии в Римской империи, родился в Сингидунуме в 332 году. В Сингидунуме и Мёзии наступил мирный период, но из-за нарастания беспорядков не только вне, но также и внутри самой Римской империи, он продлился недолго.
Территория Римской империи начала сокращаться в конце III века. Провинция Дакия, приобретённая в результате нескольких успешных и продолжительных кампаний Траяна, под давлением со стороны вторгшихся в 256 году готов начала уменьшаться. К 270 году Аврелиан, оказавшись перед возможностью неожиданной потери многих провинций и серьёзных потерь от вторгшихся племён, вообще оставил Дакию. Сингидунум снова оказался на границах угасающей империи, будучи одной из последних сохранившихся крупных крепостей, обеспечивавшей защиту от вторжения варварских племён.

## Византийцы и варвары
В 395 году, после смерти Феодосия I, Римская империя была разделена на две части, Сингидунум оказался на северо-западной границе Восточной Римской империи (впоследствии ставшей Византийской империей). Мёзия и Иллирия пострадали от разрушительных набегов во время последующих вторжений гуннов, остготов, гепидов, сарматов, аваров и славян. В 441 году Сингидунум был взят гуннами, которые разрушили город и крепость и продали в рабство римское население. В течение следующих двухсот лет город несколько раз переходил из рук в руки:
- В 454 году Византийская империя восстановила город после падения державы гуннов.
- Вскоре после этого город завоевали сарматы.
- В 470 году окрестности города захватили остготы, вытеснив сарматов.
- В 488 году в город вторглись гепиды.
- В 504 году остготы вернули город.
- В 510 году Византийская империя потребовала вернуть город, в соответствии с мирным соглашением между Константинополем и варварскими племенами.

Византийский император Юстиниан I восстановил Сингидунум в 535 году, вернув крепости её былое военное значение. После примерно пятидесяти лет мирного существования Сингидунум стал подвергаться постоянным нападениям аваров и их союзников — словен Подунавья. Дважды, в 584 и 595 годах Сингидунум разграблялся аварами, но неизменно возвращался имперскими полководцами. С момента нашествия аваров и словен в 584 году окрестности Сингидунума стали заселяться словенами, получившими название мораване. В ходе Балканских кампаний императора Маврикия Сингидунум служил опорным пунктом для армий Византийской империи, которые вели боевые действия против Аварского каганата. В 1-й половине VII века авары снова разграбили Сингидунум и сожгли его до основания. К 630 году Сингидунум являлся единственным опорным пунктом Империи на территории, заселённой преимущественно славянским населением. Однако к этому времени город утратил свою важность как пограничное укрепление и почти совершенно игнорировался доминировавшими в регионе славянами.

## Белград
Название Белград, «белый город» (по цвету камня, из которого был построен) впервые упоминается в IX веке вместо Сингидунума. Первое упоминание о нём встречается в письме от 16 апреля 878 года папы римского Иоанна VIII болгарскому князю Борису I Михаилу.